# Bedretto
Bedretto (tess.: Büdree) ist eine politische Gemeinde im Kreis Airolo, Bezirk Leventina des Schweizer Kantons Tessin.

Val Bedretto. Historisches Bild von Leo Wehrli von 1911

Val Bedretto. Historisches Luftbild von Walter Mittelholzer (1931)

## Geographie und Geologie
Bedretto liegt westlich von Airolo im Val Bedretto. Zur politischen Gemeinde Bedretto gehören die Ortschaften Ossasco, Villa (dt. früher Romig oder Romegg), Bedretto, Ronco und All’Acqua. Das Gemeindehaus steht in Villa. All’Acqua ist im Winterhalbjahr nicht bewohnt. Früher waren auch die Weiler Orello und Nostengo oberhalb von Villa Bedretto besiedelt.
Die politische Gemeinde Bedretto grenzt unmittelbar an die Gemeinde Realp im Kanton Uri und an die Gemeinde Obergoms (bis 2009 Ulrichen und Oberwald) im Wallis in der Deutschschweiz sowie an die Gemeinden Airolo, Cevio und Lavizzara im Kanton Tessin und Formazza in der Region Piemont in Italien, welche über den Passo San Giacomo erreichbar ist. Südlich des Witenwasserenstock findet sich ein Dreikantonseck (Tessin, Uri und Wallis) (). Während der Eiszeit floss der Griesgletscher vom Wallis über den Cornopass (2485 m ü. M.) ins hintere Bedrettotal (Val Corno). Das Wasser des Griesstausees (2386 m ü. M.) wird über Druckleitungen, die zum System der Maggia Kraftwerke gehören, via Bedrettotal bis zum Lago Maggiore (193 m ü. M.) geleitet.
1918 erteilte der Kanton Tessin die Genehmigung zum Abbau des Baukalkvorkommens auf der Alp Manió. Während und nach dem Ersten Weltkrieg bezog auch die Schweizer Industrie diesen Kalk, die ihn wegen des ungenügenden Reinheitsgrades vorher kaum berücksichtigt hatte. Auf der Alp Cavanna (2020 m ü. M.) bestand ein Specksteinbruch. Der Serpentin des Tals (Antigorit) ist grünlich. Der Rotondogranit ist bei Kletterern bekannt, weil er wegen der Höhe und Südlage flechtenfrei ist.

### Ortschaften der Gemeinde Bedretto

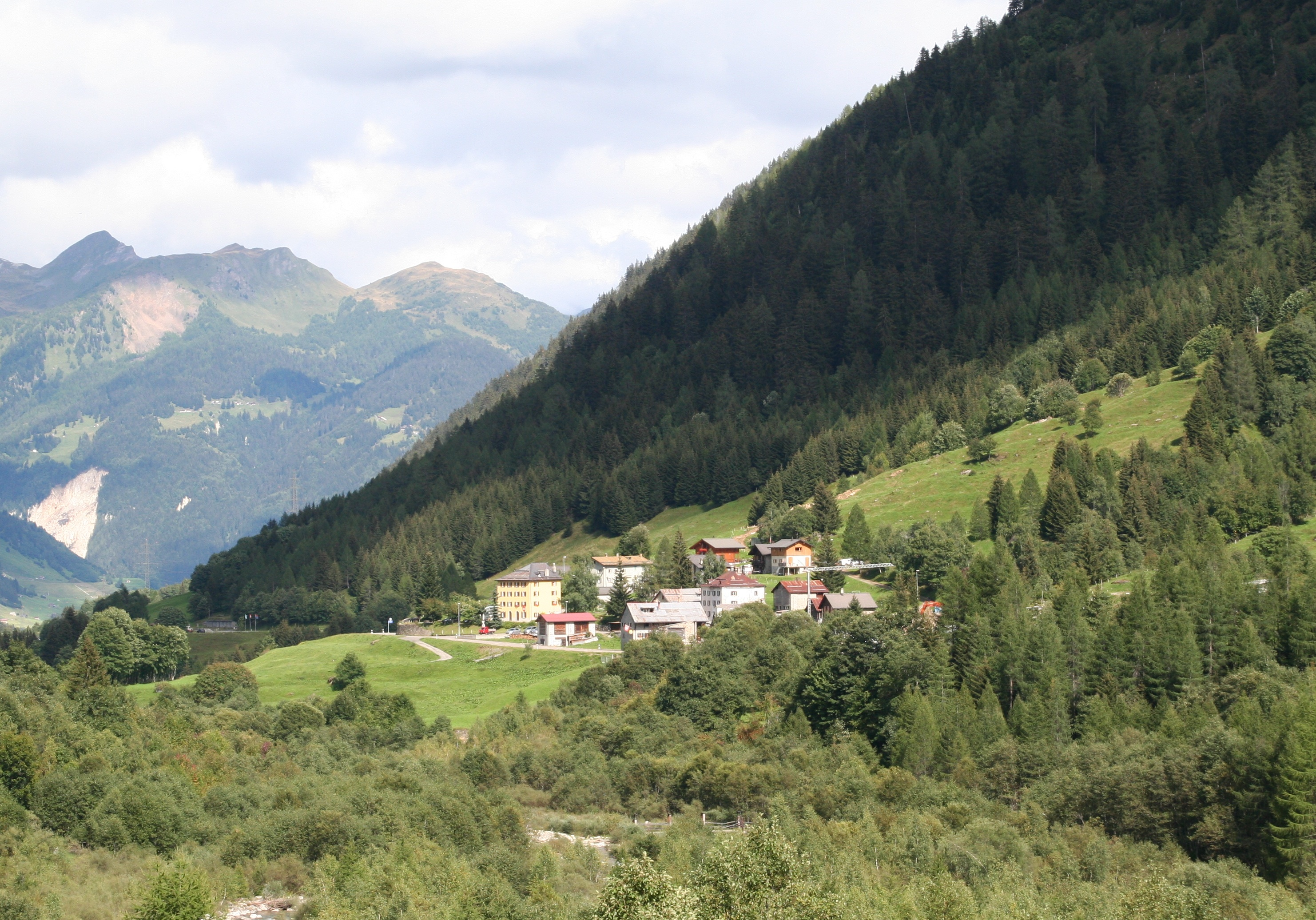
Ossasco
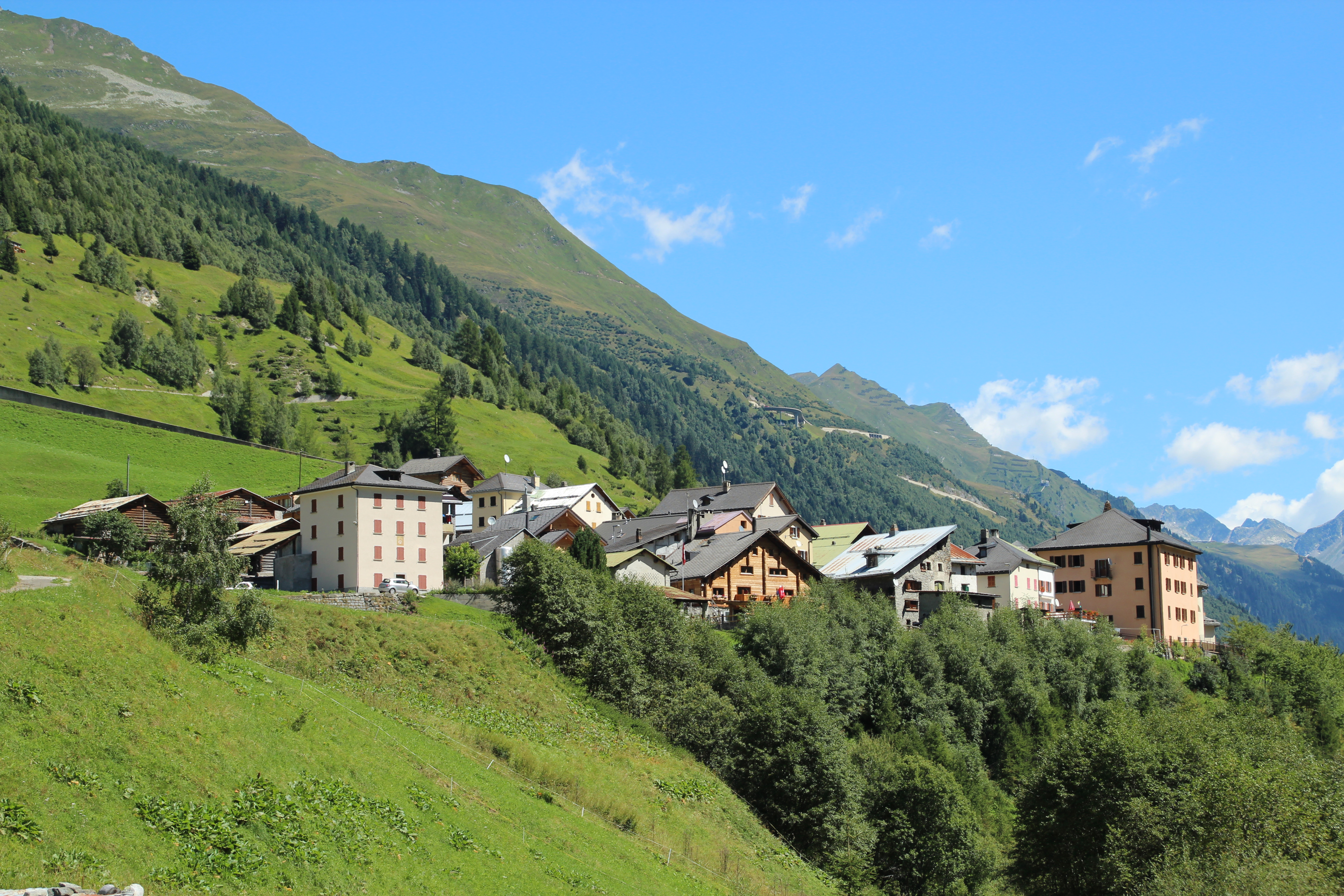
Villa
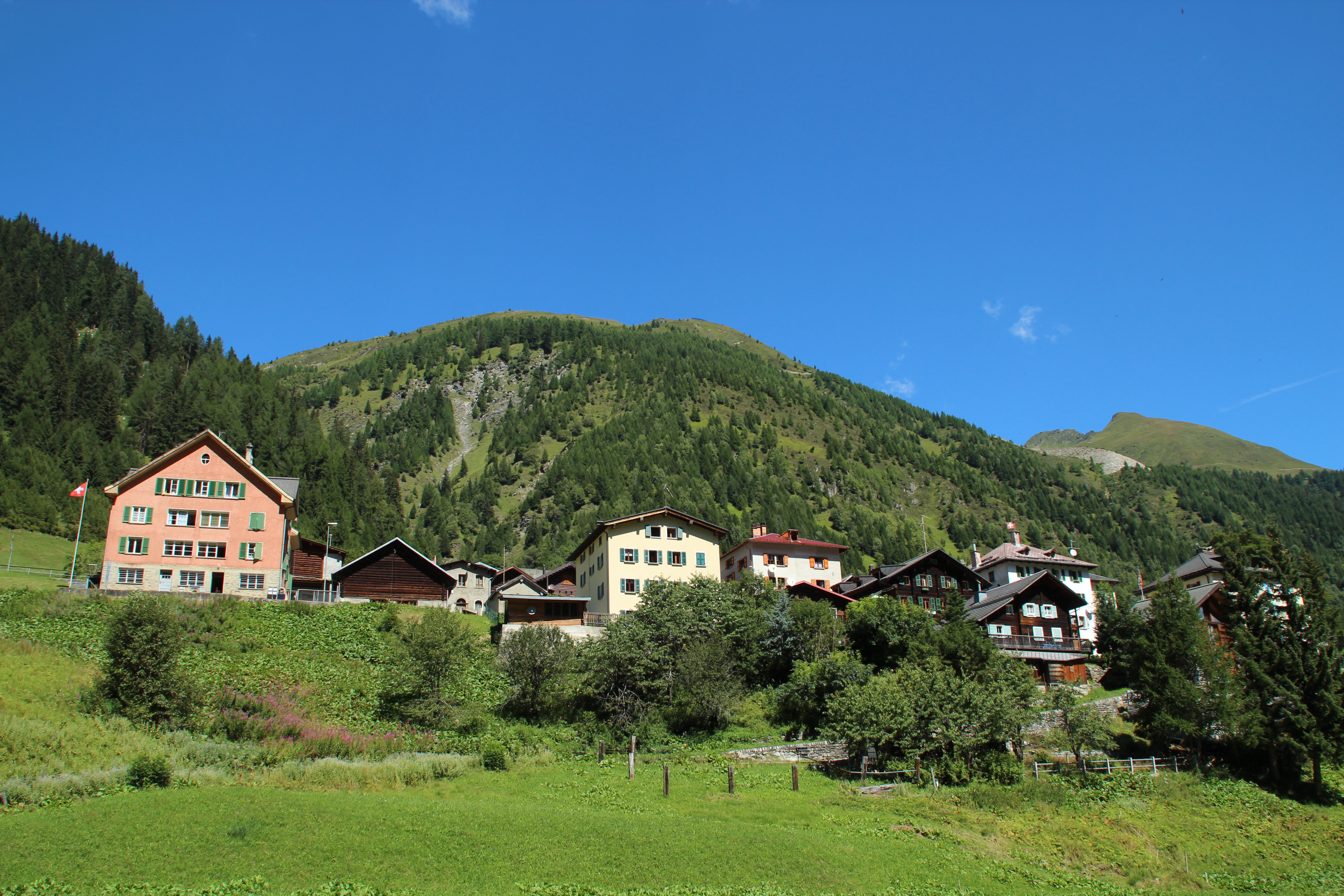
Bedretto
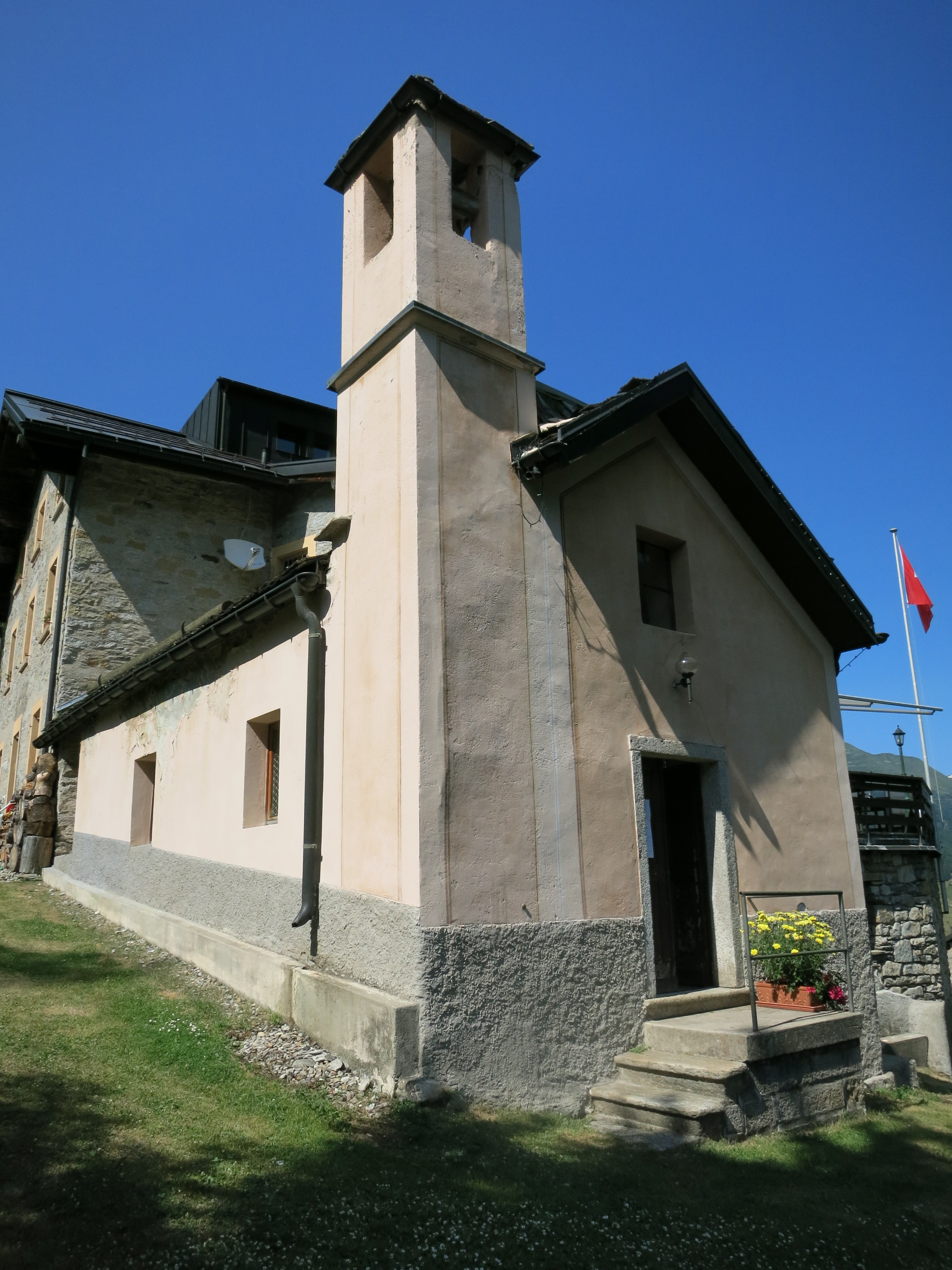
Ronco
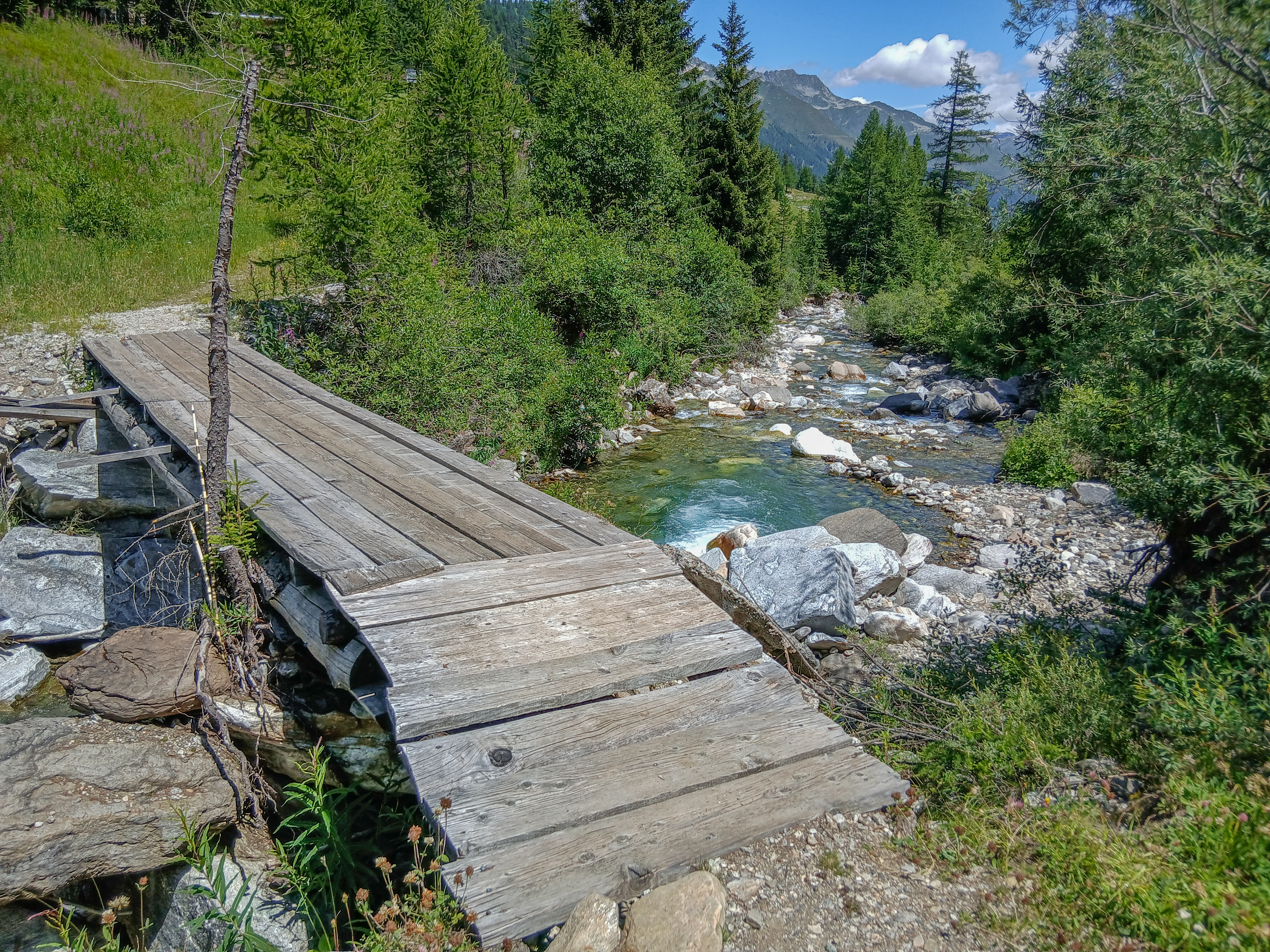
All'Acqua

## Geschichte und Verkehr
Vorrömische Gräber (Villa) und römische Münzenfunde (Bedretto) weisen auf eine frühe Besiedelung hin. Bedretto wird 1210 erstmals urkundlich als Bedoledo, 1457 als Bedreudo erwähnt. Als 1227 die Alpen der Talschaft Leventina aufgeteilt wurden, erscheint Bedretto als Nachbarschaft und selbständige Pfarrei. Das Tal trennte sich vermutlich vor 1277 von Airolo. 1567 besass es 38 Haushalte (Herdstellen). 1594 wurde die Pfarrkirche Martiri Maccabei in Villa nach einem Lawinenniedergang neu aufgebaut.
Vom Hospiz in All’Acqua führten zwei wichtige Saumpfade über den Nufenenpass ins Oberwallis und über den San-Giacomo-Pass, wo das 1405 erwähnte Hospiz San Nicolao im Val d'Olgia stand, ins italienische Formazzatal. Im steilen Bedrettotal kommt es im Winter häufig zu Lawinenniedergängen, und die Verbindungen zwischen den Dörfern und Airolo sind oft abgeschnitten. Das Dorf hatte oft unter Lawinen zu leiden, unter anderem am 16. und 17. Januar 1594, als die Pfarrkirche und mehrere Häuser zerstört wurden, am 6. und 7. Februar 1749 (Zerstörung von Ossasco), am 11. Januar 1863 (Tod von 29 Personen); im Lawinenwinter 1951 musste das ganze Tal evakuiert werden. Mächtige Lawinenverbauungen haben die Situation verbessert. Seit 1924 gibt es eine Fahrstrasse von Airolo nach Bedretto, seit 1932 bis Ronco und seit 1964 über den Nufenenpass.

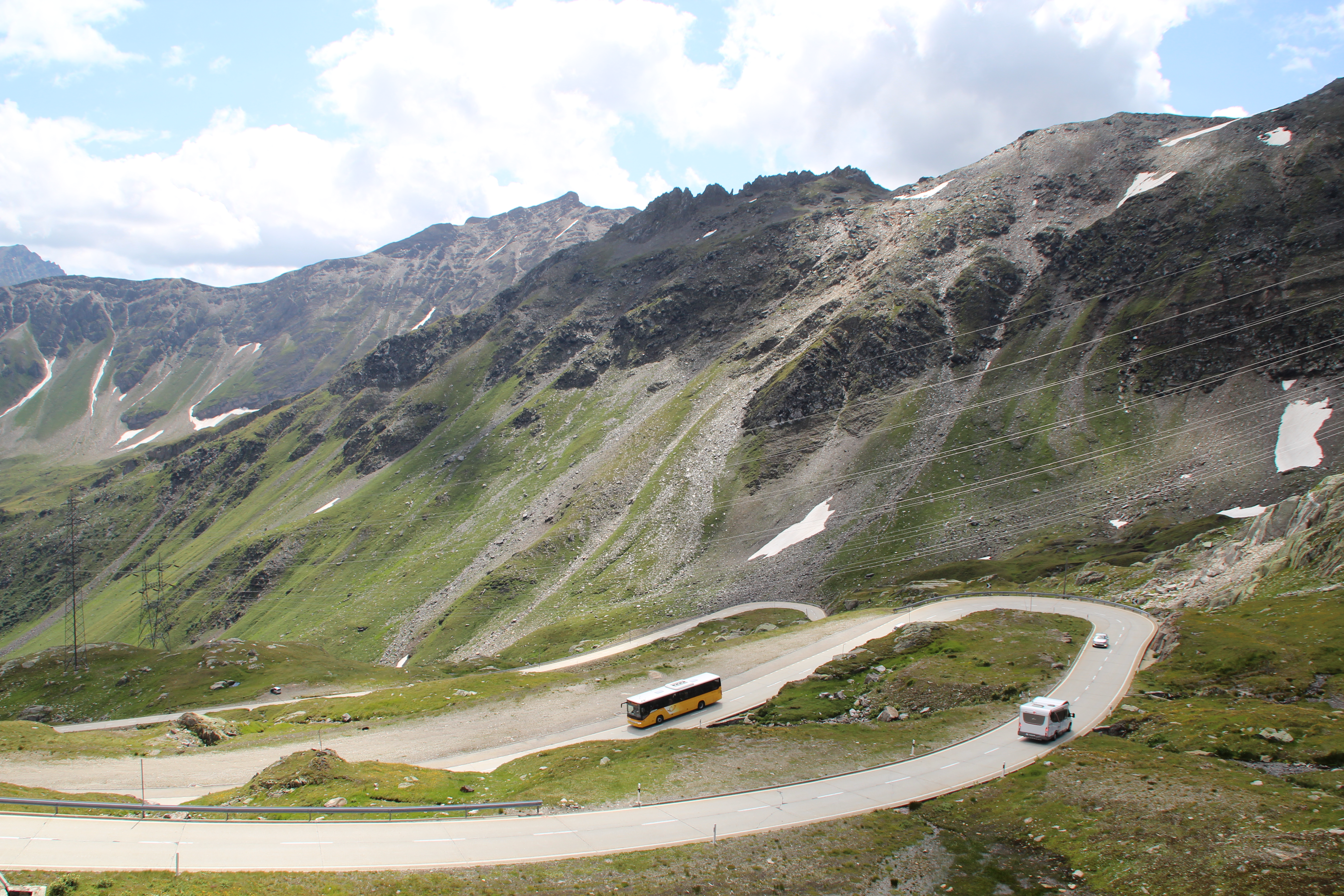
Nufenenpassstrasse
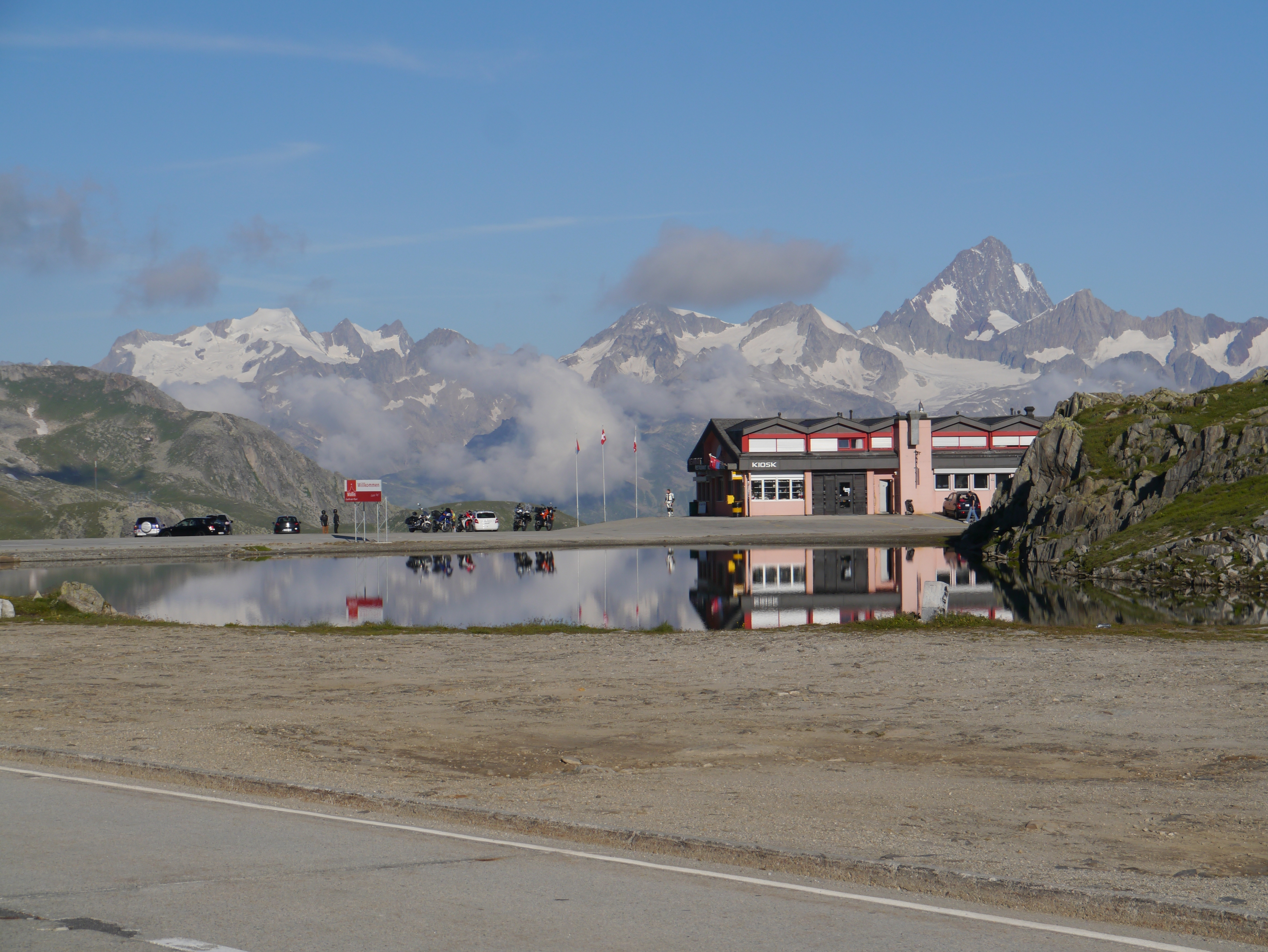
Nufenenpass
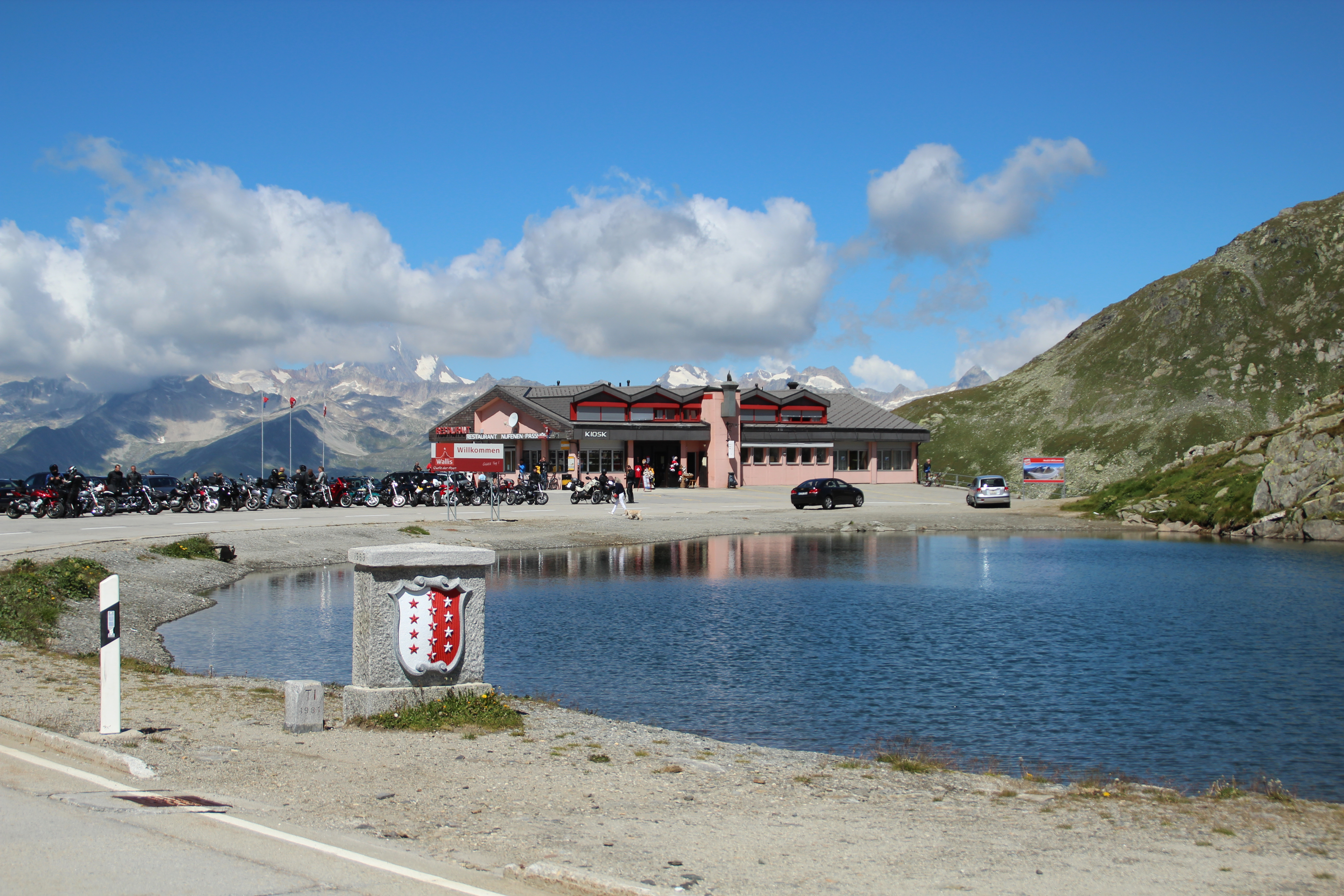
Nufenenpass
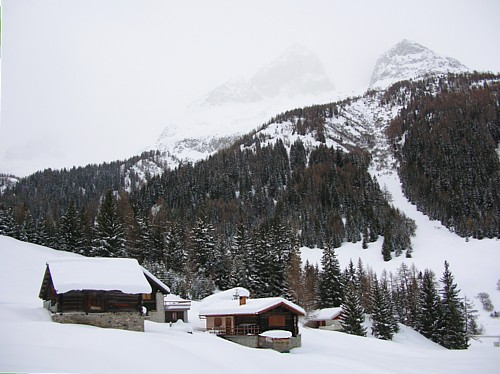
Winter in Bedretto
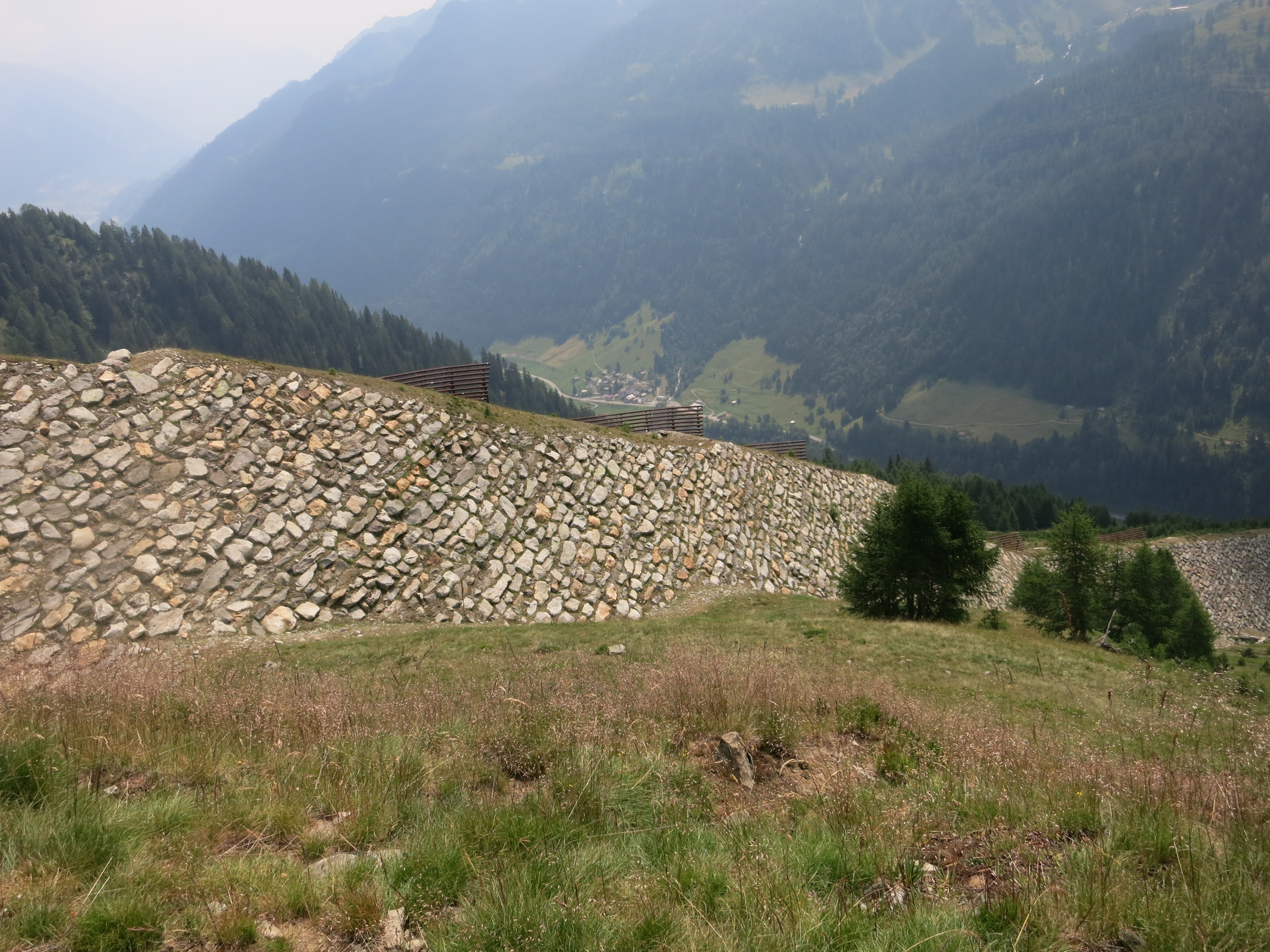
Lawinenverbauung ob Villa

Die Nähe der italienischen Grenze am San-Giacomo-Pass zur Gotthardfestung führte 1939–1945 oberhalb von All‘Acqua zum Bau der Sperrstelle San Giacomo mit dem Artilleriewerk Grandinagia, dem Infanteriewerk San Giacomo, der Artilleriestellung Manegorio und den Militärseilbahnen All’Acqua-Winkelstation Z307-Grandinagia Z313-San Giacomo Z308 sowie All’Acqua–Rotondo SB163.
Von Ossasco (noch vorhandene Talstation am Dorfausgang) wurde anfangs der 1940er-Jahre die 4550 Meter lange Militärseilbahn Z305/306 via Umlenkstation Alp Cassinello (2130 m ü. M.) mit einem kurzen Tunnel auf der Bassa di Folcra (2560 m ü. M.) und hinunter ins Val Torta (2350 m ü. M.) errichtet, um dort die Truppen zu versorgen, die sich gegen feindliche Vorstösse über den Naret- oder Cristallinapass zu verteidigen hatten. Die Bahn wurde 1983 abgebrochen. Auf der Bassa di Folcra befinden sich Reste des Seilbahntunnels.

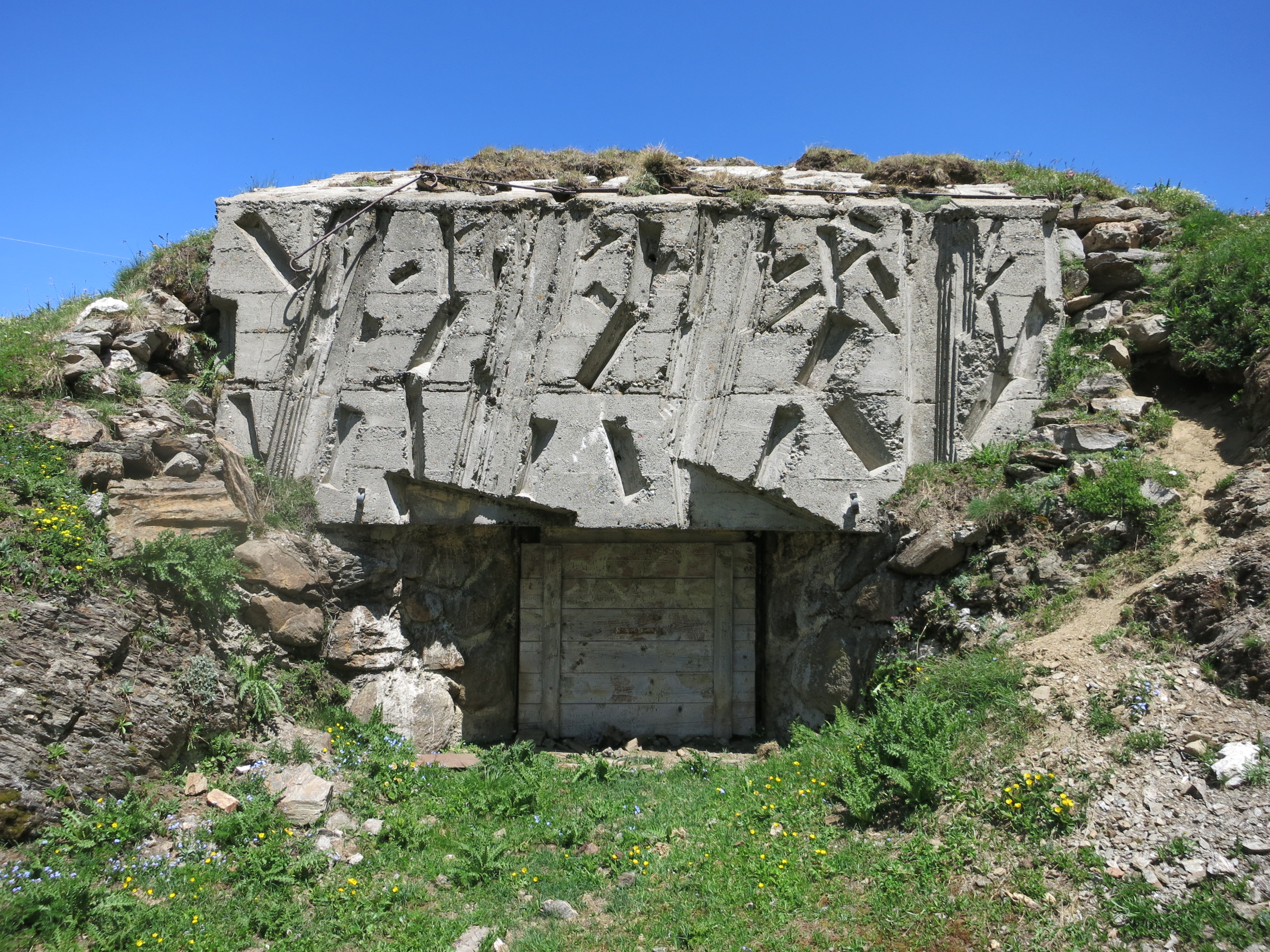
Sperrstelle San Giacomo
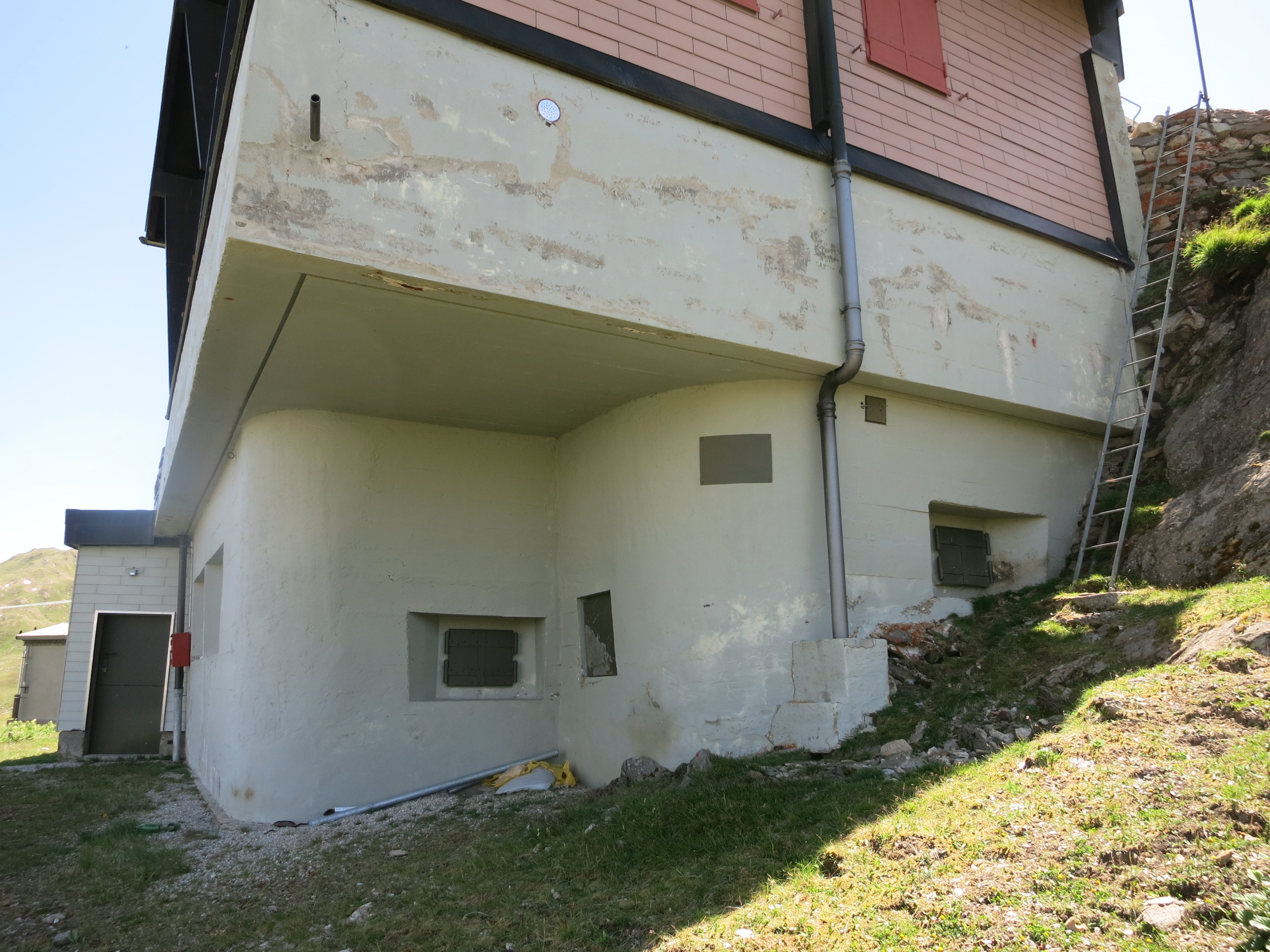
Zollhaus San Giacomo
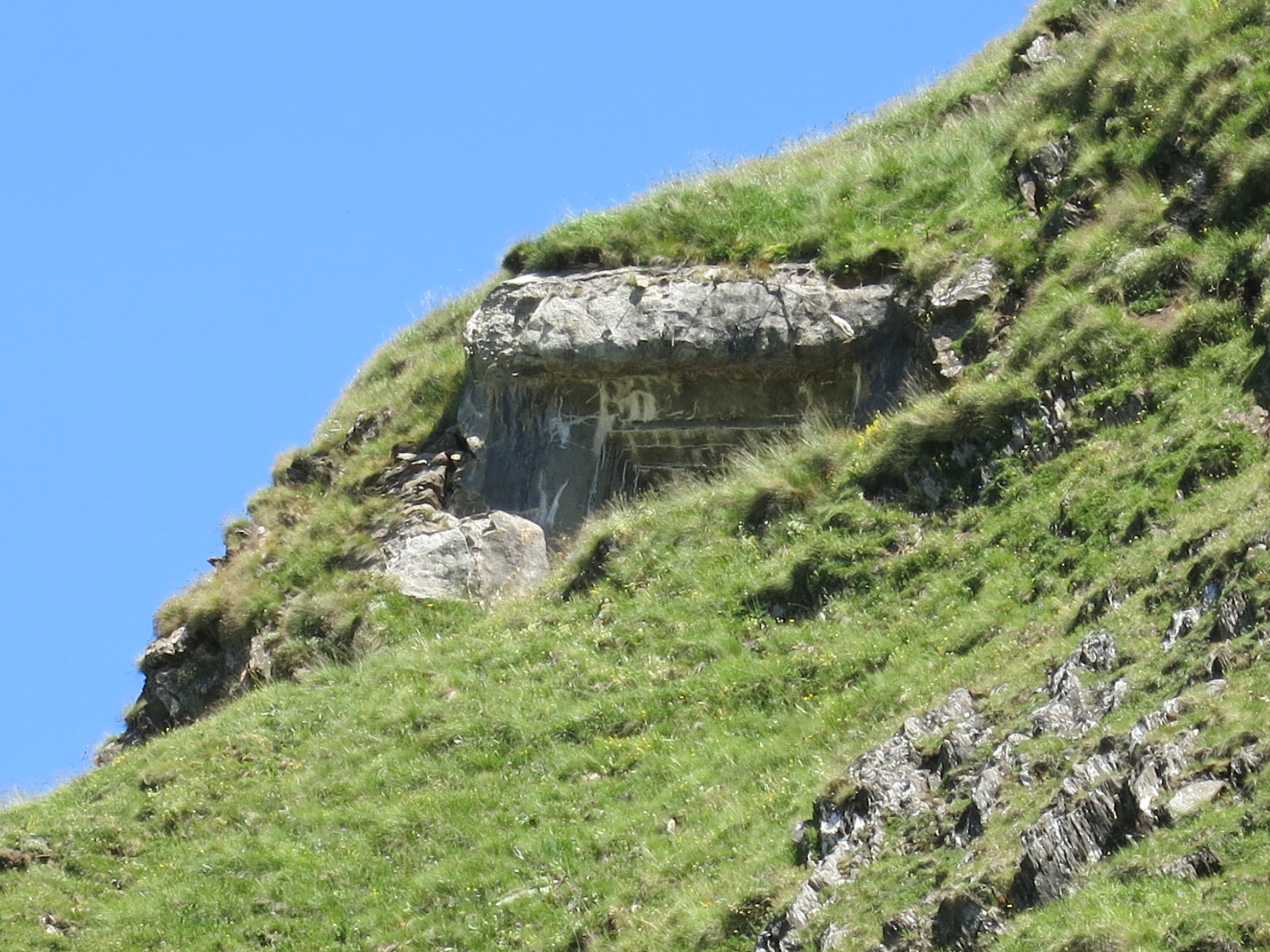
Artilleriewerk Grandinascia

Beim Bau des wintersicheren Furka-Basistunnels wurde 1977 von der Tunnelmitte nach Ronco ein Stollen erstellt, das sogenannte Bedretto-Fenster, weil ursprünglich eine zweite Tunnelverbindung zwischen Oberwald und Ronco geplant war. Seit 1982 ist der Stollen stillgelegt.
Früher hatte jede Ortschaft eine eigene Primarschule. 1960 wurde in Bedretto eine Gesamtschule eröffnet, und heute besuchen die wenigen Schüler den Unterricht in Airolo.
Bedretto war in den ältesten Urkunden eine selbstständige Gemeinde und Pfarrei. Als die Alpen der Talschaft Leventina 1227 aufgeteilt wurden, bildete Bedretto eine Nachbarschaft, erhielt jedoch als einzige keine Alp für sich alleine. Die moderne Gründung stammt aus dem Jahr 1761 mit den Ortsteilen Ossasco, Villa, Ronco und All’Acqua. 
Bedretto bildet nach wie vor eine eigenständige Bürgergemeinde.

### Immobilien
- Cios Prato (1572 m ü. M.)
- Valleggia (1753 m ü. M.)

### Alpwirtschaft und Besitzer
- Cioss Prato (1572 m ü. M.) (Bürgergemeinde Bedretto)
- Valleggia (1753 m ü. M.) (Bürgergemeinde Bedretto)
- Manegorio (Bürgergemeinde Sobrio)
- Formazzora (1652 m ü. M.) (Alpgenossenschaft Tarnolgio von Mairengo)
- Cruina (2002 m ü. M.) (Alpgenossenschaft Osco)

## Bevölkerung
Einwohnerzahlen: Volkszählungsdaten
Heute zählt die Gemeinde Bedretto nur noch wenige Einwohner, zum grössten Teil Pensionierte. Da das Tal nur wenig Arbeitsmöglichkeiten bietet und überdies in den Wintermonaten oft gänzlich von der Aussenwelt abgeschnitten ist, verlassen die meisten jungen Menschen das Tal. Gemäss der Volkszählung, die vom Bundesamt für Statistik im Jahr 2000 durchgeführt wurde, ist Bedretto die «älteste» Gemeinde der Schweiz, indem sie den höchsten Anteil an über 65-jährigen in der Bevölkerung aufweist. Allerdings scheint sich die Einwohnerzahl seit der Jahrtausendwende zu stabilisieren.
Die Einwohner der Gemeinde Bedretto werden in der Leventina Parüsch genannt.

## Wirtschaft und Tourismus
Das Tal lebte hauptsächlich von der Landwirtschaft (Viehzucht, Alp- und Milchwirtschaft, Kartoffel- und Roggenanbau). Viele Bewohner mussten saisonal in Italien und Frankreich als Marronibrater, Kellner oder Hausdiener Arbeit suchen oder auswandern.
In den 1950er- und 1960er-Jahren bauten die Maggia Kraftwerke in zwei Etappen eine Wasserkraftanlage mit Wasserstollen, die vom damals höchstgelegenen Speichersee der Schweiz, dem Griessee, bis zur Kraftwerkzentrale Verbano bei Brissago am Lago Maggiore führen. Im Bedrettotal wurde der Zuleitungsstollen Gries-Bedretto-Robièi mit den Fenstern Cruina und Stabbiascio sowie den Fassungen der Bäche Cavagnolo, Val d'Olgia und San Giacomo erstellt. Die Konzession der Anlage Maggia 1 (Sambuco, Peccia, Cavergno, Verbano) dauert bis zum Jahr 2035, diejenige von Maggia 2 (Cavagnöö-Naret, Robièi, Bavona) bis 2048. Für den Ausbau der Maggia Kraftwerke gab es eine – heute stillgelegte – Kraftwerkbahn von All’Acqua nach Stabbiascio. Am 15. Februar 1966 ereignete sich in der Galerie Stabbiascio/Robièi das schlimmste Grubenunglück im Kanton Tessin. 15 italienische Bergarbeiter und zwei Feuerwehrmänner aus Locarno wurden durch Giftgas im Tunnel getötet.
Nach dem Zweiten Weltkrieg entvölkerte sich das Tal. In den Sommermonaten wird es heute durch die Rückkehr Einheimischer und den Zustrom von Touristen und Feriengästen wieder belebt. Touristische Stützpunkte sind die SAC-Hütten Corno Gries, Piansecco und Cristallina.

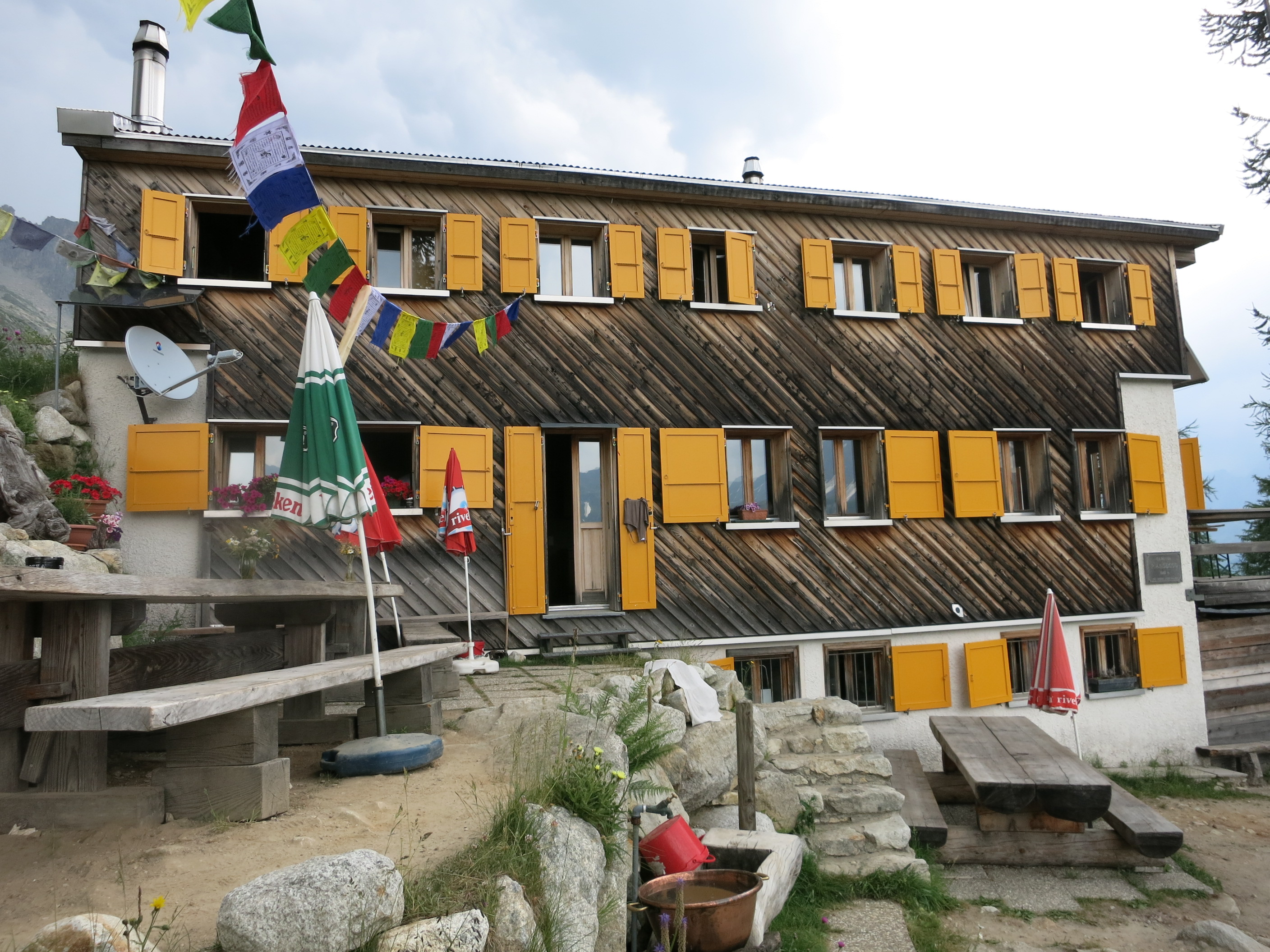
SAC-Hütte Piansecco
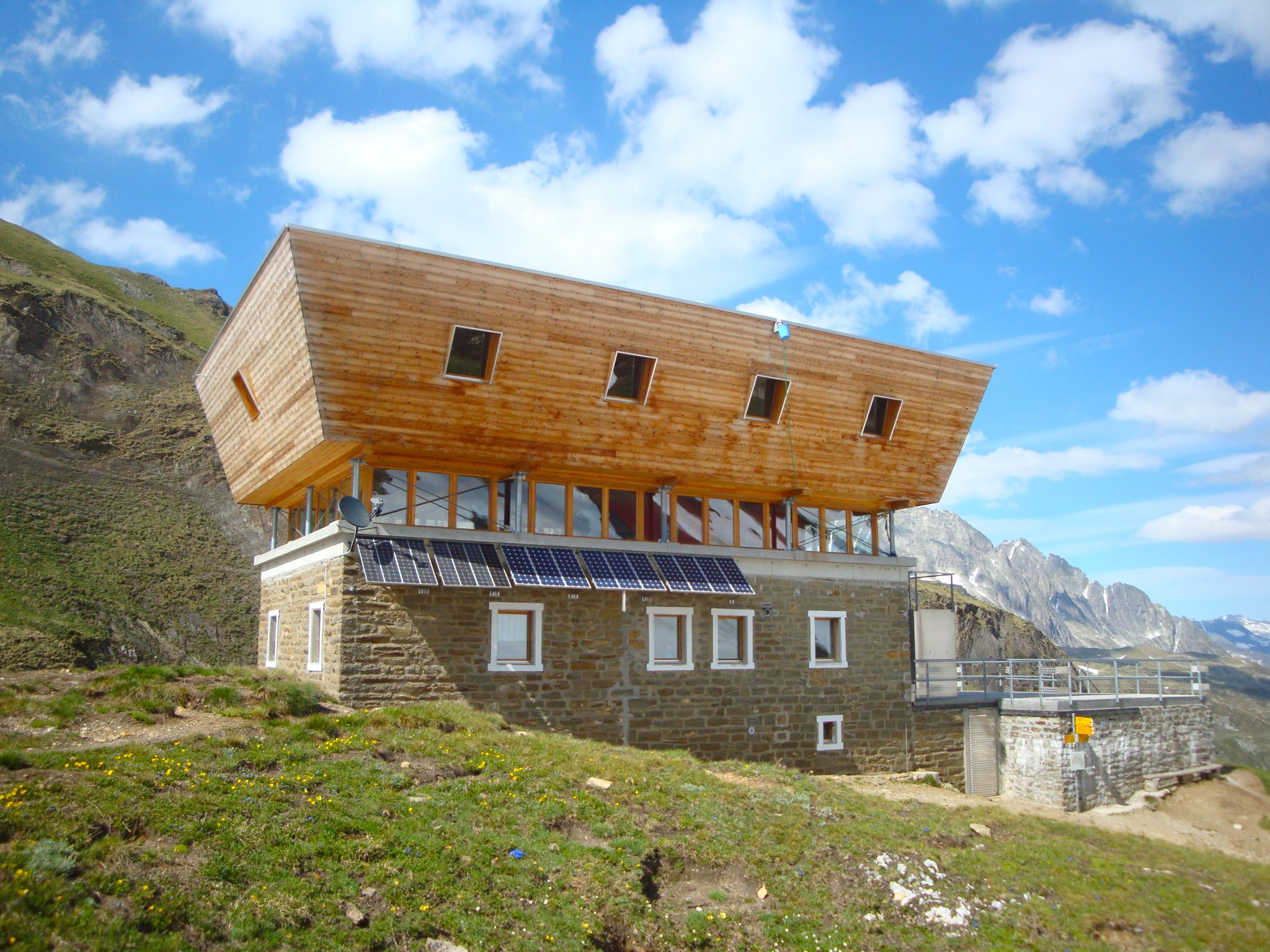
SAC-Hütte Corno Gries
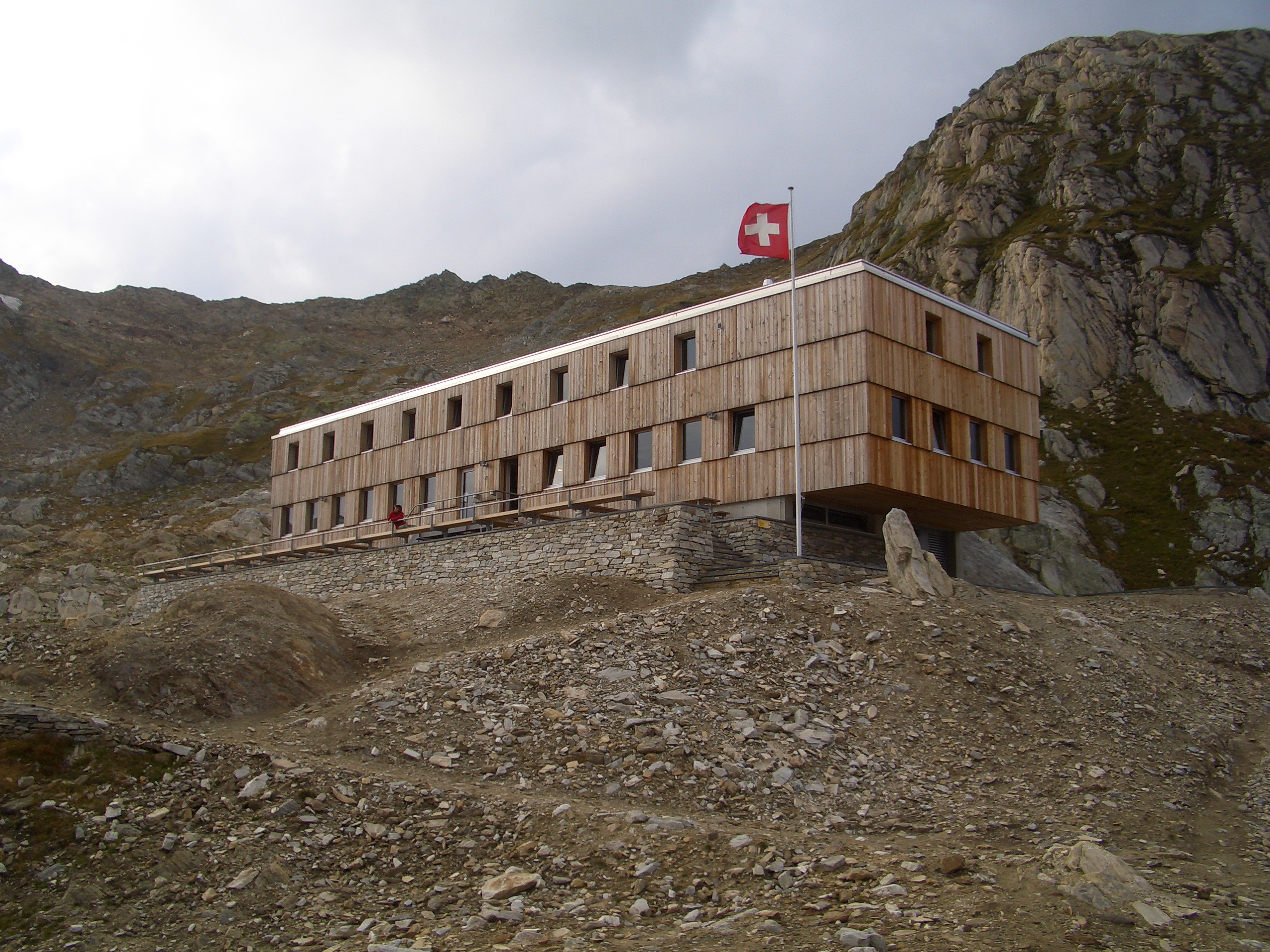
SAC-Hütte Cristallina

## Sehenswürdigkeiten
Das Dorfbild ist im Inventar der schützenswerten Ortsbilder der Schweiz (ISOS) als schützenswertes Ortsbild der Schweiz von nationaler Bedeutung eingestuft.
- Pfarrkirche Santi Maccabei im Ortsteil Villa, der polygonale Kirchturm dient auch als Lawinenbrecher[15]
- Wohnhaus Rossi[15]
- Osteria Novena[15]
- Im Ortsteil All’Acqua: Ospiz-Gasthof[15]
- Festungen San Giacomo[16]

Ossasco und Gips-Talwand. Historisches Bild von Leo Wehrli (1933)
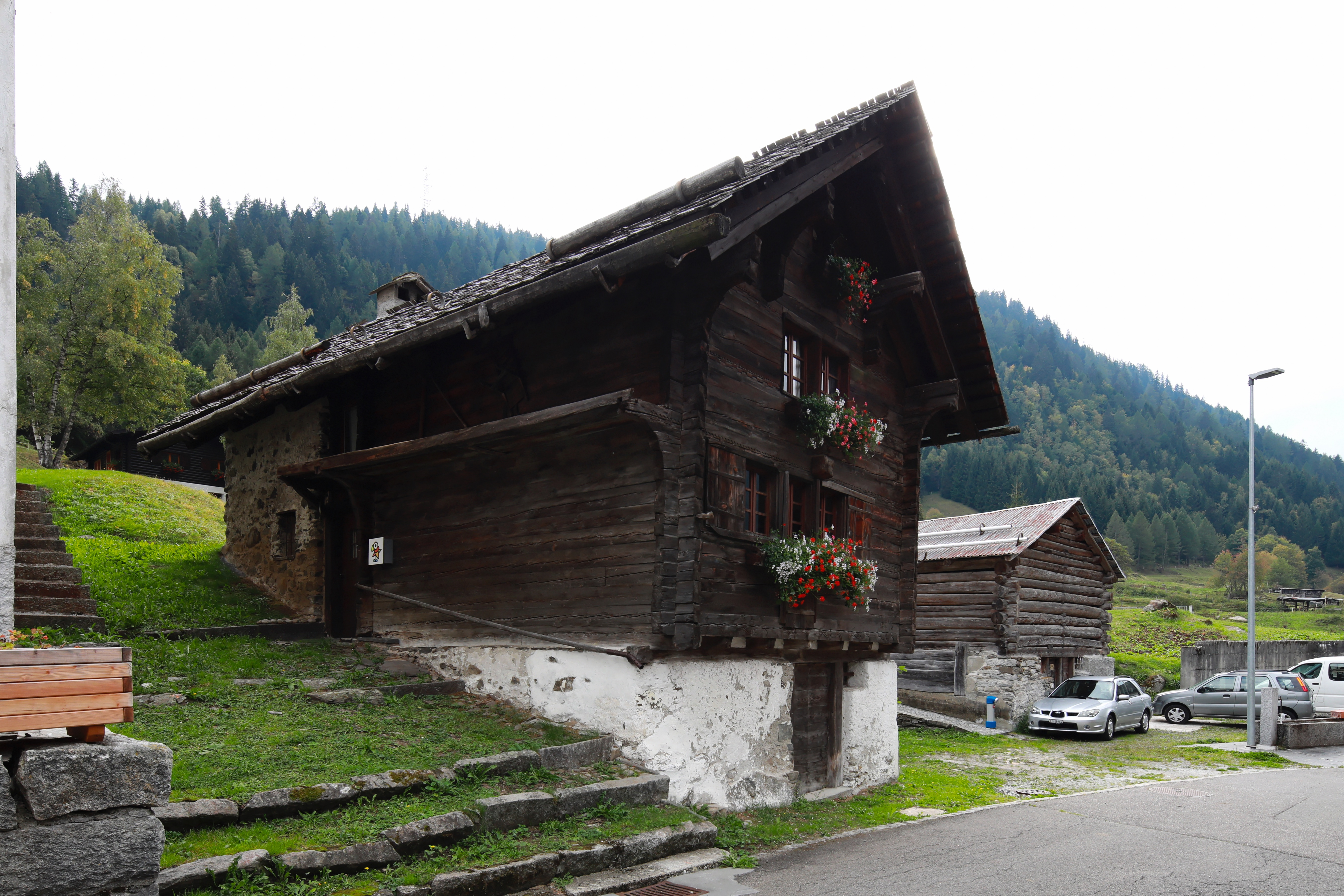
Wohnhaus Rossi in Ossasco
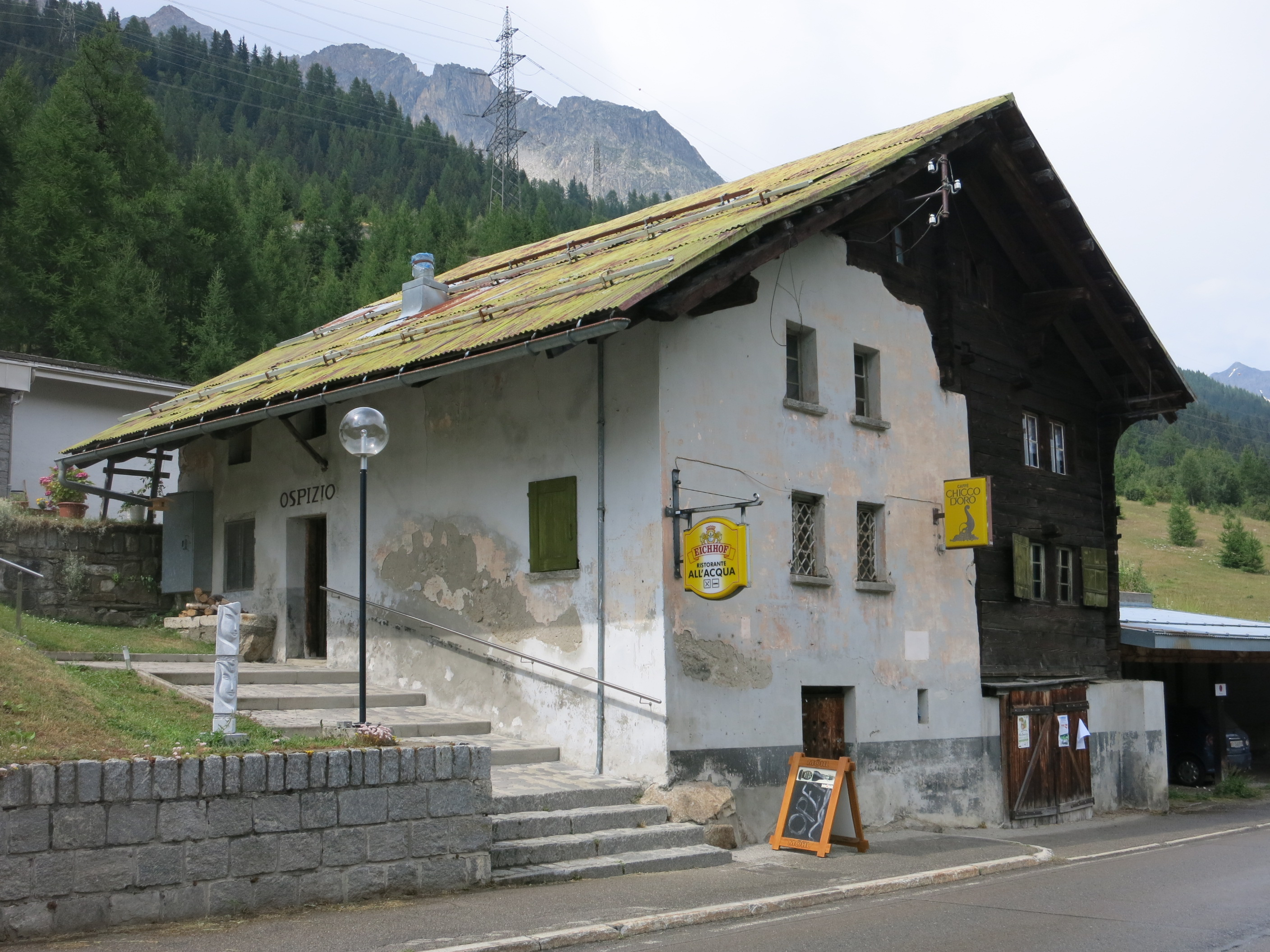
Restaurant Hospiz All’Acqua

## Persönlichkeiten
- Arnoldo Borelli (* 12. Mai 1875 in Bedretto; † 31. Dezember 1957 in Airolo), Fotograf[17]
- Raffaele Forni (1906–1990), Priester, Erzbischof und Diplomat des Heiligen Stuhls
- Giorgio Orelli (1921–2013), Schriftsteller, Literaturkritiker und Übersetzer
- Giovanni Orelli (1928–2016), Schriftsteller, Dozent und Dichter
- Diego Orelli (* 1934 in Bedretto), Gastwirt, Gemeindepräsident von Bedretto
- Renato Leonardi (* 1945 in Bedretto), Dozent, Dichter, ehemaliger Mittelschuldirektor, Präsident der Ortsbürgergemeinde Bedretto[18]